# Shenbakkam
Shenbakkam è una suddivisione dell'India, classificata come town panchayat, di 13.459 abitanti, situata nel distretto di Vellore, nello stato federato del Tamil Nadu. In base al numero di abitanti la città rientra nella classe IV (da 10.000 a 19.999 persone).

## Geografia fisica
La città è situata a 12° 55' 28 N e 79° 07' 12 E.

## Società

### Evoluzione demografica
Al censimento del 2001 la popolazione di Shenbakkam assommava a 13.459 persone, delle quali 6.717 maschi e 6.742 femmine. I bambini di età inferiore o uguale ai sei anni assommavano a 1.659, dei quali 883 maschi e 776 femmine. Infine, coloro che erano in grado di saper almeno leggere e scrivere erano 9.690, dei quali 5.305 maschi e 4.385 femmine.